# Vloesberg
Vloesberg (Frans: Flobecq) is een plaats en faciliteitengemeente in de provincie Henegouwen in Wallonië (België). De gemeente telt ruim 3000 inwoners. Vloesberg ligt in het noorden van de provincie, in de streek Pays des Collines tegen de grens met Oost-Vlaanderen (Vlaamse Ardennen).

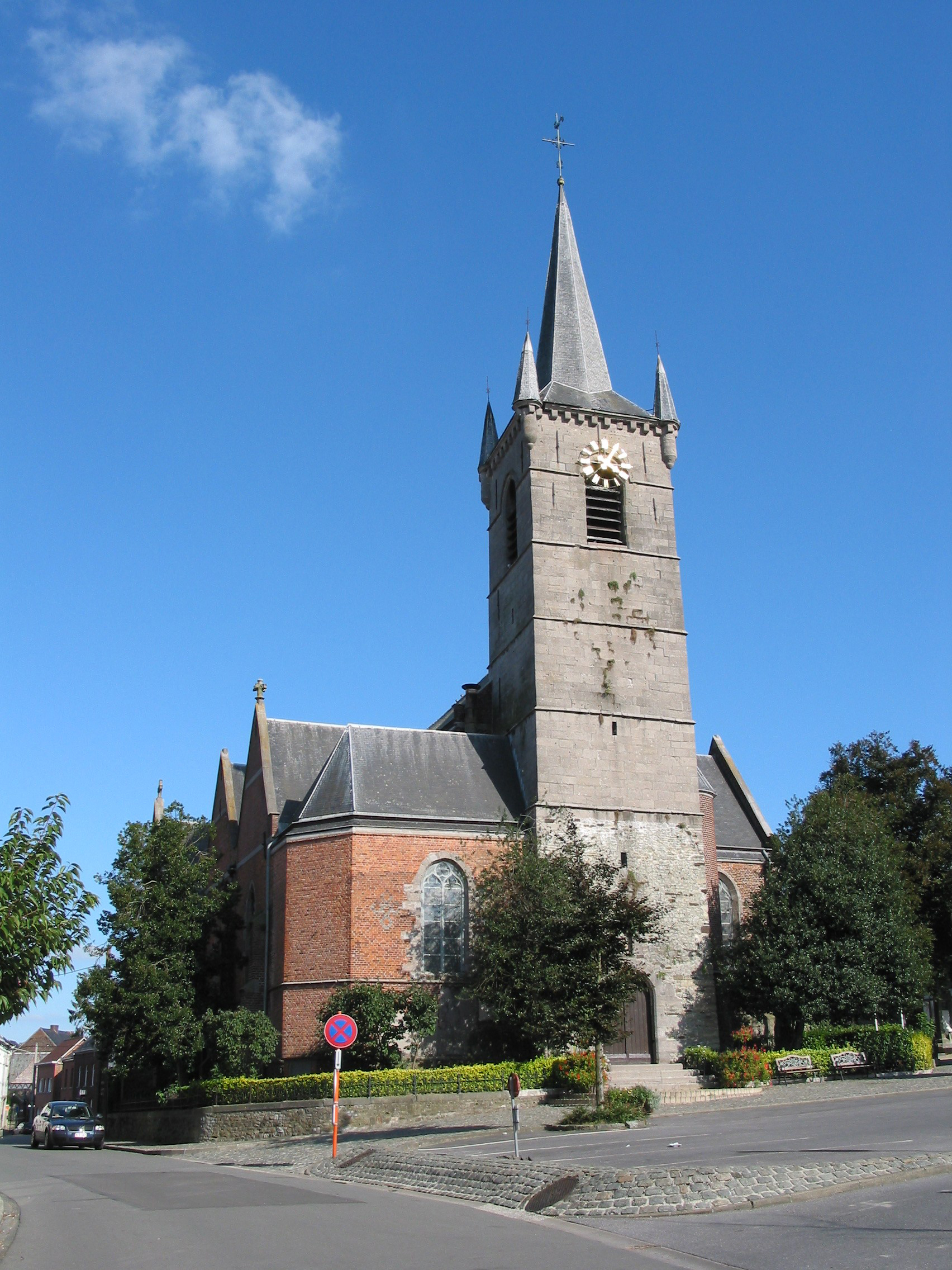
Sint-Lucaskerk

## Geschiedenis

### Debattenland
Vloesberg stond aanvankelijk sterk onder invloed van Doornik en er werd zoals in Doornik Picardisch gesproken. Vanaf de dertiende eeuw was het gebied een voortdurend twistpunt tussen Vlaanderen en Henegouwen. Daardoor werd de streek vaak aangeduid als het Debattenland (terre des débats)

### Vastlegging van de taalgrens en faciliteitengemeente
Bij de vastlegging van de taalgrens in 1962 was in de gemeente Vloesberg enkel het gehucht D'Hoppe Nederlandstalig. Het gehucht D'Hoppe bestaat uit twee delen: een toeristisch gedeelte in het bos dat bij Vloesberg aanleunt, en een deel op de steenweg N48 (België) Ronse - Brakel. Dit was en is sinds generaties een Vlaamse wijk, met eigen kerk en school, een wijk die aansluit bij de omliggende Vlaamse gemeenten en ver van de rest van Vloesberg verwijderd ligt. Franstalige politici wilden niet dat het gehucht van Vloesberg naar Vlaanderen zou worden overgegeven omdat de gemeente Vloesberg te grote investeringen had gedaan in de toeristische infrastructuur (veel wegeniswerken in het bos). Ook het voorstel om het Vlaams gehucht over te hevelen en het toeristisch centrum bij Vloesberg te laten werd afgewezen omdat dit volgens de Franstaligen onaanvaardbaar zou zijn dat Vloesberg de lasten van de toeristische wijk op zich moest nemen en de inkomsten zou verliezen uit het gehucht, die deze lasten moeten helpen dragen. Er werd besloten het gehucht niet naar Oost-Vlaanderen over te hevelen maar van Vloesberg in zijn geheel een faciliteitengemeente te maken.

## Bezienswaardigheden
- De Sint-Lucaskerk
- De Chapelle Sainte-Anne
- De Kapel van Crépion met kruisweg
- De Moulin du Marais des Soeurs
- De Moulin du Wahier
- De Moulin du Géron
- De Moulin du Puvinage
- De Moulin du Plâda
- Het Kasteel van Vloesberg

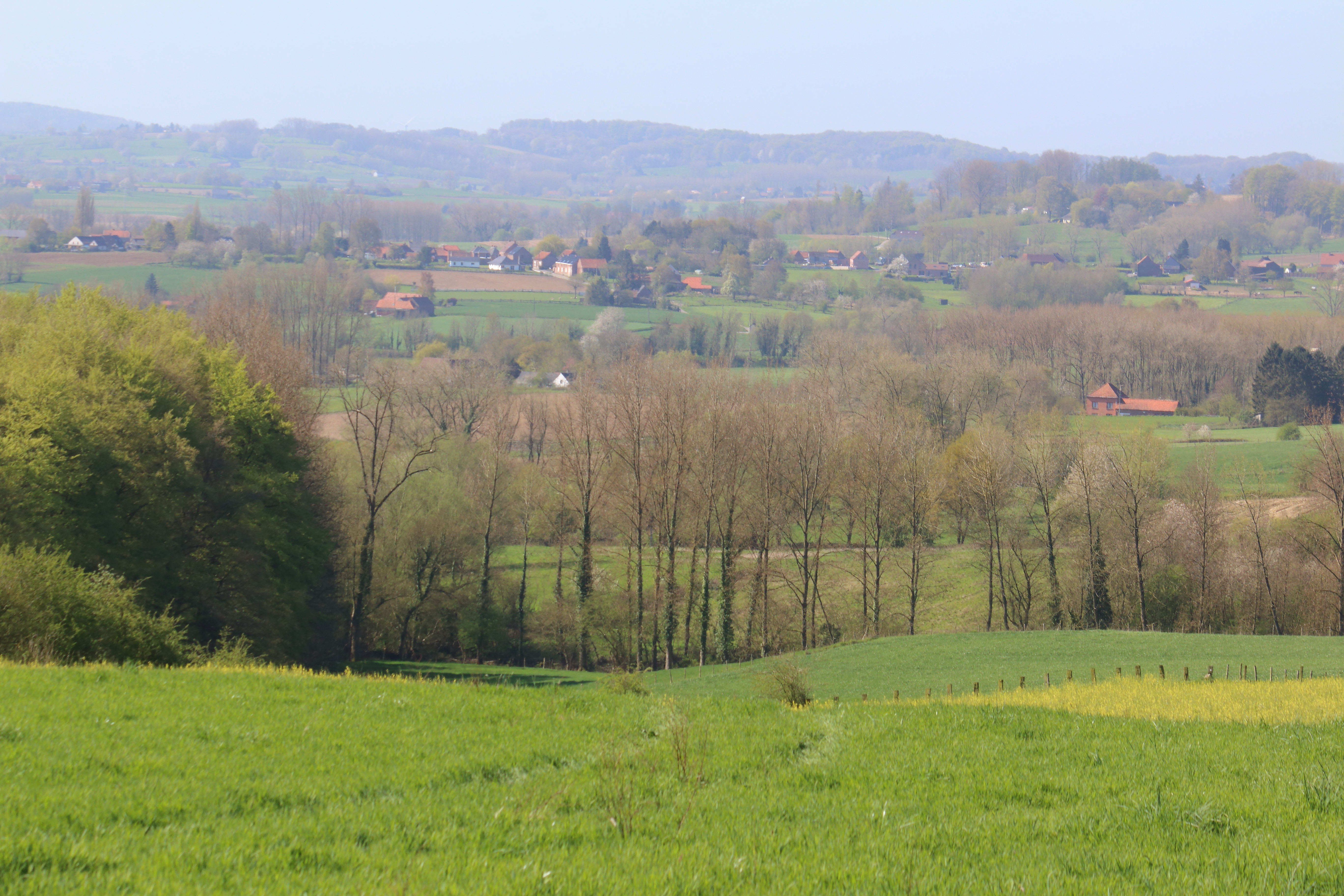
heuvels in Vloesberg

- Het geneeskrachtige-plantenhuis is een museum en kruidentuin gelegen in de Georges Jouretstraat. Het volledige museum is volledig tweetalig en bevat overzicht van de naamgeving, de geschiedenis en het gebruik van enkele kruiden. Ook de geschiedenis van de alchemie en hun gebruiksvoorwerpen komen aan bod. De tuin bevat een 4 km lang parcours waarlangs 80 kruiden soorten en enkele sculpturen staan. Het gebouw bevat ook een kruidenrestaurant en de plaatselijke bibliotheek.

## Natuur en landschap
Vloesberg ligt in het Pays des Collines op een hoogte van 44 meter (kerk). Ten noorden van Vloesberg vindt men de bossen van het Pays des Collines: het Livierenbos, het Pottelbergbos en het Tournibois. De hoogte loopt hier op tot 145 meter. Een belangrijke waterloop is de Ruisseau d'Ancre.

## Kernen
|      | Naam                            | Oppervlakte (km²) | Bevolking |
| ---- | ------------------------------- | ----------------- | --------- |
| I II | Vloesberg - Vloesberg - D'Hoppe |                   |           |

De gemeente Vloesberg grenst aan de volgende gemeenten en dorpen:
| - a. Ghoy (stad Lessen) - b. Ogy (stad Lessen) - c. Wodecq (gemeente Elzele) - d. Elzele (gemeente Elzele) |

| - e. Schorisse (gemeente Maarkedal) - f. Opbrakel (gemeente Brakel) - g. Everbeek (gemeente Brakel) |

### Kaart

Vloesberg, deelgemeenten en buurgemeenten. De gele gebieden zijn bebouwde kernen.

## Demografische ontwikkeling
- Bronnen:NIS, Opm:1831 tot en met 1981=volkstellingen; 1990 en later= inwonertal op 1 januari

| Inwoners van jaar tot jaar op 1 januari 1992 tot heden | Inwoners van jaar tot jaar op 1 januari 1992 tot heden | Inwoners van jaar tot jaar op 1 januari 1992 tot heden |
| jaar                                                   | Aantal                                                 | Evolutie: 1992=index 100                               |
| ------------------------------------------------------ | ------------------------------------------------------ | ------------------------------------------------------ |
| 1992                                                   | 2.998                                                  | 100,0                                                  |
| 1993                                                   | 3.045                                                  | 101,6                                                  |
| 1994                                                   | 3.040                                                  | 101,4                                                  |
| 1995                                                   | 3.089                                                  | 103,0                                                  |
| 1996                                                   | 3.109                                                  | 103,7                                                  |
| 1997                                                   | 3.121                                                  | 104,1                                                  |
| 1998                                                   | 3.130                                                  | 104,4                                                  |
| 1999                                                   | 3.142                                                  | 104,8                                                  |
| 2000                                                   | 3.194                                                  | 106,5                                                  |
| 2001                                                   | 3.217                                                  | 107,3                                                  |
| 2002                                                   | 3.211                                                  | 107,1                                                  |
| 2003                                                   | 3.188                                                  | 106,3                                                  |
| 2004                                                   | 3.214                                                  | 107,2                                                  |
| 2005                                                   | 3.239                                                  | 108,0                                                  |
| 2006                                                   | 3.278                                                  | 109,3                                                  |
| 2007                                                   | 3.270                                                  | 109,1                                                  |
| 2008                                                   | 3.287                                                  | 109,6                                                  |
| 2009                                                   | 3.306                                                  | 110,3                                                  |
| 2010                                                   | 3.316                                                  | 110,6                                                  |
| 2011                                                   | 3.410                                                  | 113,7                                                  |
| 2012                                                   | 3.483                                                  | 116,2                                                  |
| 2013                                                   | 3.461                                                  | 115,4                                                  |
| 2014                                                   | 3.490                                                  | 116,4                                                  |
| 2015                                                   | 3.459                                                  | 115,4                                                  |
| 2016                                                   | 3.443                                                  | 114,8                                                  |
| 2017                                                   | 3.426                                                  | 114,3                                                  |
| 2018                                                   | 3.420                                                  | 114,1                                                  |
| 2019                                                   | 3.447                                                  | 115,0                                                  |
| 2020                                                   | 3.433                                                  | 114,5                                                  |
| 2021                                                   | 3.435                                                  | 114,6                                                  |
| 2022                                                   | 3.453                                                  | 115,2                                                  |
| 2023                                                   | 3.422                                                  | 114,1                                                  |
| 2024                                                   | 3.434                                                  | 114,5                                                  |

## Politiek
Burgemeesters van Vloesberg waren:
- 1995-2000: Denis D'Hondt (PRL)
- 2001-2012: Rudy Demotte (PS)
  - 2001-2012: Philippe Mettens (PS) (dienstdoend)
- 2013-2024: Philippe Mettens (PS)
- 2024-heden: Dominique Marcil (MR)

### Resultaten gemeenteraadsverkiezingen sinds 1976
| Partij                                    | 10-10-1976 | 10-10-1976 | 10-10-1982 | 10-10-1982 | 9-10-1988 | 9-10-1988 | 9-10-1994 | 9-10-1994 | 8-10-2000 | 8-10-2000 | 8-10-2006 | 8-10-2006 | 14-10-2012 | 14-10-2012 | 14-10-2018 | 14-10-2018 | 13-10-2024 | 13-10-2024 |
| Stemmen / Zetels                          | %          | 13         | %          | 13         | %         | 13        | %         | 11        | %         | 13        | %         | 13        | %          | 13         | %          | 13         | %          | 13         |
| ----------------------------------------- | ---------- | ---------- | ---------- | ---------- | --------- | --------- | --------- | --------- | --------- | --------- | --------- | --------- | ---------- | ---------- | ---------- | ---------- | ---------- | ---------- |
| PS1 / PS-Vitalité2 / Flobecq-Vivacité3    | 27,221     | 3          | 27,221     | 3          | 33,361    | 4         | 30,161    | 4         | 43,021    | 6         | 51,452    | 7         | 53,981     | 8          | 51,953     | 8          | 36,743     | 5          |
| PSC1/cdH2/Respect3/ Audacité-Les Engagés4 | 28,271     | 4          | 28,271     | 4          | 24,491    | 3         | 14,961    | 1         | 16,881    | 1         | 17,942    | 2         | 19,492     | 2          | 18,173     | 2          | 29,834     | 4          |
| PRL1/PRL-IC2/MR3                          | 44,511     | 6          | 44,511     | 6          | 42,151    | 6         | 36,971    | 5         | 40,092    | 6         | 30,613    | 4         | 26,533     | 3          | 28,433     | 3          | 33,443     | 4          |
| IC                                        | -          |            | -          |            | -         |           | 17,91     | 1         | -         |           | -         |           | -          |            | -          |            | -          |            |
| LBLCP                                     | -          |            | -          |            | -         |           | -         |           | -         |           | -         |           | -          |            | 1,45       | 0          | -          |            |
| Totaal stemmen                            | 2250       | 2250       | 2267       | 2267       | 2225      | 2225      | 2259      | 2259      | 2338      | 2338      | 2394      | 2394      | 2437       | 2437       | 2479       | 2479       | 2384       | 2384       |
| Opkomst %                                 |            |            |            |            | 96,24     | 96,24     | 94,28     | 94,28     | 94,81     | 94,81     | 95,49     | 95,49     | 90,73      | 90,73      | 91,37      | 91,37      | 88,59      | 88,59      |
| Blanco en ongeldig %                      | 2,04       | 2,04       | 2,78       | 2,78       | 3,28      | 3,28      | 3,85      | 3,85      | 5,26      | 5,26      | 5,01      | 5,01      | 6,11       | 6,11       | 5,65       | 5,65       | 4,66       | 4,66       |

## Zustersteden
De gemeente Vloesberg onderhoudt een stedenband met Žďár nad Sázavou in Tsjechië.

## Nabijgelegen kernen
Elzele, D'Hoppe, Wodecq, Ogy